# 多色苇霸鹟
多色苇霸鹟（学名：Tachuris rubrigastra），是雀形目霸鹟科的一种鸟类，属于单型的苇霸鹟属（学名：Tachuris）。
多色苇霸鹟体重约7.8克，翼长约50.5毫米，喙宽度约2.4毫米，喙厚度约2.3毫米，嘴峰长约16毫米，跗蹠长约18.4毫米，尾长约41毫米。
多色苇霸鹟是留鸟，栖息在湖泊、沼泽等湿地环境，它们是食肉动物，主要以昆虫、蜘蛛等陆生无脊椎动物为食。它们分布在秘鲁、玻利维亚、阿根廷、巴西、巴拉圭、乌拉圭、阿根廷和智利。